# Hrvatski pisci iz BiH, B
- Babić Đulvat, Sanja
- Bago, Slavo Antin
- Bakarić, Tomislav
- Baković, Stanko
- Bakula, Petar ml.
- Bakula, Petar st.
- Baltić, Jakov
- Balvanović, Vladimir
- Ban, Danijel
- Ban, Hrvoslav
- Bandulavić, Ivan
- Banović, Marinko
- Baotić, Anto
- Baotić, Miroslav
- Barbarić, Mirko
- Barišić, Rafo st.
- Barišić, Stipo
- Barukčić, Andrija
- Bašagić, Safvet-beg
- Bašić, Jakov
- Bašić, Stanislav
- Batinić, Mijo Vjenceslav
- Begić, Tihomir
- Belović Bernadžikovski, Jelena
- Beljan, Mira
- Benac, Aneta
- Benić, Bono
- Benović, Ljubica
- Berezovska, Vesna
- Blažanović, Ilija
- Blažanović, Luka
- Blažanović, Stjepan
- Blažević, Ivan Mato
- Blažević, Mato
- Boban, Vjekoslav
- Bogdanović, Marijan
- Bor, Hrvoje - Ljubo Hrgić
- Borozan, Nenad Valentin
- Bosiljevac, Drago
- Bošković, Marko
- Bošković, Zdenko
- Božić, Josip Dobroslav
- Bračuljević, Lovro
- Bralić, Krunoslav Kosta
- Brešić, Vinko
- Brigić, Dubravko
- Brišničanin, Šekelja, Marko
- Brkić, Ciprijan
- Brkić, Franjo
- Brković, Arhanđeo
- Bubalo, Jakov
- Bubalo, Janko
- Bubalo, Marija Ancila
- Bubalo, Nikola
- Buconjić, Nikola
- Buconjić, Paškal
- Budak, Pero
- Budimir, Nevenka
- Budulica, Ivica Strikan
- Bujher, Đuro
- Buljan, Slavica